# Рождественка (Сарактаський район)
Рожде́ственка (рос. Рождественка) — село у складі Сарактаського району Оренбурзької області, Росія.

## Населення
Населення — 171 особа (2010; 173 у 2002).
Національний склад (станом на 2002 рік):
- росіяни — 65 %